# Josef Stock

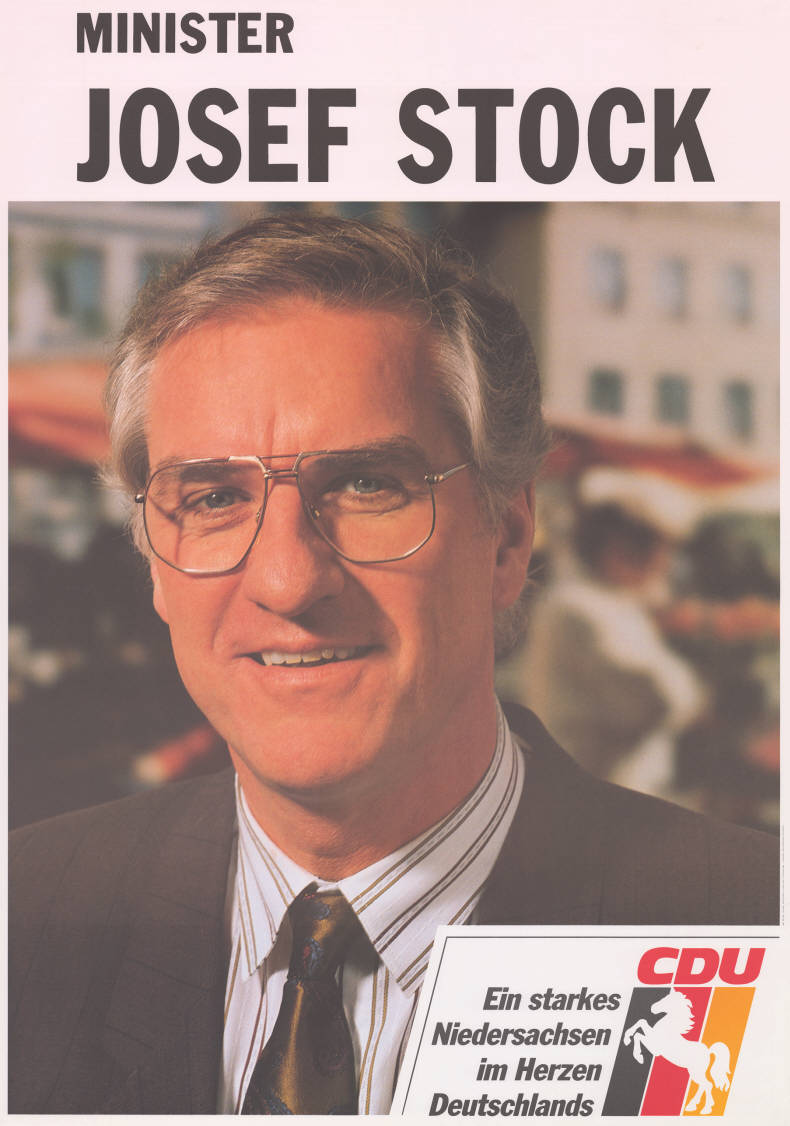
Kandidatenplakat zur Landtagswahl in Niedersachsen 1990

Josef Stock (* 11. Juli 1938 in Wellingholzhausen, Landkreis Melle; † 18. August 2025) war ein deutscher Politiker (CDU).

## Leben
Er war verheiratet und hatte zwei Kinder. Nach der Volksschule in Wellingholzhausen besuchte Josef Stock das Gymnasium Carolinum in Osnabrück bis zur Mittleren Reife. Daran schloss sich eine Ausbildung zum Einzelhandelskaufmann an, um in das elterliche Einzelhandelsgeschäft, ein Modehaus, einzutreten.
Stock war von 1964 bis 1968 Ratsherr in Wellingholzhausen und von 1968 bis 1972 Abgeordneter des Kreistags im Landkreis Melle. Von 1973 bis 1989 war er Vorsitzender des CDU-Stadtverbandes Melle sowie stellvertretender Vorsitzender des CDU-Kreisverbandes Osnabrück-Land und des CDU-Bezirksverbandes Osnabrück-Emsland.
Von 1974 bis 1997 vertrat er seine Partei im Niedersächsischen Landtag. Seit 1976 war er wirtschaftspolitischer Sprecher der CDU-Landtagsfraktion und Vorsitzender des Arbeitskreises Wirtschaft und Verkehr. Vom 29. April 1982 bis 20. Juni 1986 und vom 15. Mai 1990 bis 20. Juni 1994 übernahm er den stellvertretenden Vorsitz der CDU-Landtagsfraktion, vom 1. Juli 1986 bis 8. November 1988 war er Fraktionsvorsitzender. Er war Mitglied des Rundfunkrates des NDR. Schließlich amtierte er von 9. November 1988 bis 21. Juni 1990 als stellvertretender Ministerpräsident und niedersächsischer Innenminister.
Stock war ab 1997 hauptamtlicher Bürgermeister seiner Heimatstadt Melle und konnte aufgrund des Erreichens der Altersgrenze bei der Kommunalwahl 2006 nicht erneut kandidieren.

## Auszeichnungen
- Am 28. Juni 2006 bekam Josef Stock das Große Verdienstkreuz des Niedersächsischen Verdienstordens.
- Am 27. Juni 2007 wurde er zum Ehrenbürger der Stadt Melle ernannt.